# Lee Robert Martin
Lee Robert Martin (Taunton, Somerset, Inglaterra, 9 de febrero de 1987) es un futbolista inglés que juega como delantero en el Ebbsfleet United F. C. de la National League South.

## Trayectoria
Lee Martin comenzó su carrera profesional como jugador en el Wimbledon F. C. El 17 de diciembre de 2003 firmó su contrato como jugador del Manchester United de la FA Premier League; lográndolo después de haber sido puesto a prueba durante una semana en octubre de 2003, y en donde participó en las ligas juveniles del club. Para su traspaso, el Manchester United acordó un fichaje de un millón de libras esterlinas con el Wimbledon.
En el resto de la temporada 2003-04, continuó jugando dentro de las ligas juveniles del Manchester United, por lo menos en siete ocasiones. En la temporada 2004-05 fue promovido al equipo de reserva del club, donde destacó por su anotación de goles contra varios equipos, incluyendo una tripleta contra las reservas del Bolton Wanderers F. C. Para la temporada 2005-06 fue admitido en la plantilla principal de jugadores del Manchester United, convirtiéndose así en jugador substituto del club en la UEFA Champions League de dicha temporada. Sin embargo, su debut oficial no fue hasta el 26 de octubre de 2005, cuando jugó contra el Barnet F. C. en un partido de la Carling Cup. 
En enero de 2006 fue cedido al Royal Antwerp FC, hasta mayo del mismo año. En el verano de 2006 regresó al Manchester United, jugando siete partidos amistosos donde llamó la atención del club Glasgow Rangers. Así, Lee Martin fue cedido por segunda ocasión, siendo jugador de los Rangers durante la primera mitad de la temporada 2006-07. A su regreso al Manchester United, el 25 de enero de 2007, fue cedido al Stoke City F. C. por el resto de la temporada. El 10 de marzo de 2007, en un partido contra Southampton F. C., anotó su primer gol sénior.  En el verano de 2007, Lee Martin regresó al Manchester United y jugó dos partidos amistosos del tour que realizaba dicho club en el Lejano Oriente. El 27 de julio, anotó su segundo senior, en esta ocasión contra el Guangzhou Pharmaceutical F. C. (uno de los dos equipos que enfrentó). El 26 de septiembre de 2007 jugó contra el Coventry City F. C. en el partido del tercer round de la Carling Cup. El 5 de octubre de 2007 fue cedido al Plymouth Argyle F. C. de la Football League Championship, durante un plazo de tres meses. Aunque Martin platicó con Alex Ferguson, el 2 de enero de 2008, sobre la posibilidad de permanecer por el resto de la temporada en el Plymouth; el Manchester United finalmente tomó la decisión de terminar su estancia en dicho club para su eminente cesión al Sheffield United F. C., el 10 de enero de ese mismo año, hasta el final de la temporada. Martin hizo su debut con el Sheffield United en un partido contra el Sheffield Wednesday F. C.  Sin embargo, su estancia en el Sheffield United se vio interrumpida por una lesión de rodilla y de tobillo que le propició su regreso al Old Trafford para su posterior tratamiento.
En el tour de verano 2008 del Manchester United F. C. por Sudáfrica, Lee Martin anotó un gol contra los Orlando Pirates FC. El 13 de agosto de 2008 se unió al Nottingham Forest F. C. como parte de un acuerdo de cesión de un mes, el cual fue extendido posteriormente hasta diciembre de 2008. El 23 de agosto de 2008 anotó su primer gol para el Nottingham Forest, en un partido contra el Watford F. C. llevado a cabo en el City Ground.

## Clubes
| Club                             | País       | Año       |
| -------------------------------- | ---------- | --------- |
| Manchester United F. C.          | Inglaterra | 2005-2009 |
| Royal Antwerp F. C. (cesión)     | Bélgica    | 2006      |
| Rangers F. C. (cesión)           | Escocia    | 2006      |
| Stoke City F. C. (cesión)        | Inglaterra | 2007      |
| Plymouth Argyle F. C. (cesión)   | Inglaterra | 2007      |
| Sheffield United F. C. (cesión)  | Inglaterra | 2008      |
| Nottingham Forest F. C. (cesión) | Inglaterra | 2008      |
| Ipswich Town F. C.               | Inglaterra | 2009-2013 |
| Charlton Athletic F. C. (cesión) | Inglaterra | 2010      |
| Millwall F. C.                   | Inglaterra | 2013-2016 |
| Northampton Town F. C. (cesión)  | Inglaterra | 2016      |
| Gillingham F. C.                 | Inglaterra | 2016-2018 |
| Exeter City F. C.                | Inglaterra | 2018-2020 |
| Ebbsfleet United F. C.           | Inglaterra | 2020-2021 |

## Palmarés

### Campeonatos nacionales
| Título              | Club                    | País       | Año  |
| ------------------- | ----------------------- | ---------- | ---- |
| FA Community Shield | Manchester United F. C. | Inglaterra | 2007 |